# Patientforening
En patientforening er en forening for patienter. Næsten alle patientforeninger er sygdomsspecifikke, som f.eks. Diabetesforeningen, Kræftens Bekæmpelse eller Hjerteforeningen. En række af de større patientforeninger er samlet i paraplyorganisationen Danske Patienter.
Der findes også patientforeninger, som ikke varetager en bestemt diagnose. Patientforeningen Danmark der er en forening for fejlbehandlede og kritiske patienter og Patientforeningen. Patientforeningen startede i 1993 som en forening der åbent støttede privathospitaler. Den har tidligere heddet "Støtteforeningen Privathospitalernes Venner" og "Patientforeningen Privathospitalernes Venner". Først senere skiftede den navn til Patientforeningen. Et navneskift, som let kan skabe navneforvirrring mellem de to ikke diagnosespecifikke patientforeninger.
Ud over at patientforeningerne ofte fungerer som mødested for patienter med samme sygdom, har de også til formål at varetage patienternes interesse i forhold til det politiske system samt at oplyse og bidrage til forskning inden for sygdommen.

### Liste over patientforeninger
- ADHD-foreningen
- Addisonforeningen i Danmark
- Alzheimerforeningen
- Angstforeningen Arkiveret 18. februar 2022 hos  Wayback Machine
- Astma-Allergi Danmark

- Bedre Psykiatri
- Blærekræftforeningen
- Colitis-Crohn Foreningen
- COPA - Stomiforeningen
- Dalyfo - Dansk Lymfødem Forening
- Danmarks Bløderforening
- Danmarks Psoriasis Forening
- Dansk Acusticusneurinom Forening
- Dansk Blindesamfund
- Dansk Myelomatose Forening
- Danyca - Dansk Nyrecancer Forening
- DBO - Dansk Brystkræft Organisation
- Depressionsforeningen
- DLHM - Dansk Landsforening for Hals- og Mundhuleopererede
- EDTA-patientforeningen
- Endometriose Foreningen
- Ehlers-Danlos Foreningen
- Epilepsiforeningen
- FAIM – Foreningen For Autoimmune Sygdomme
- Fibromyalgi- & Smerteforeningen
- Foreningen af Kroniske Smertepatienter (FAKS)
- Foreningen Cancerramte Børn
- Gigtforeningen
- Hjerneskadeforeningen
- HjernetumorForeningen
- Hjerteforeningen
- KIU - Patientforeningen Kræft i underlivet
- Landsforeningen - Bryd Grænser Arkiveret 24. februar 2022 hos  Wayback Machine

- Landsforeningen for adrenogenitalt syndrom

- Landsforeningen for Ufrivilligt Barnløse
- Landsforeningen mod spiseforstyrrelser og selvskade (LMS)
- Lungeforeningen
- Netpa - Foreningen for patienter med neuroendokrine tumorer
- Netværket for hals- og mundhulekræft
- Migræne og Hovedpine foreningen
- Muskelsvindfonden
- Nyreforeningen
- Osteoporoseforeningen
- Parkinsonforeningen
- Pancreasnetværket
- Patientforeningen for Lymfekræft, Leukæmi og MDS
- Patientforeningen Lungekræft
- Patientforeningen Modermærkekræft
- Patientforeningen - Netværk For Kræftbehandling I Udlandet - Netku
- PolioForeningen
- Proof of Life Arkiveret 24. februar 2022 hos  Wayback Machine
- PROPA - Prostatakræftforeningen
- Scleroseforeningen
- Senfølgerforeningen
- Sjældne Diagnoser
- Tarmkræftforeningen
- UlykkesPatientForeningen
- Øjenforeningen